# New Divide
«New Divide» — пісня гурту «Linkin Park», що вийшла 18 травня 2009 року. На пісню було знято кліп, що був презентований 12 червня. Сингл вийшов 15 червня.
Пісню було записано спеціально для фільму «Трансформери: Помста полеглих»

## Список композицій
| #  | Назва        | Тривалість |
| -- | ------------ | ---------- |
| 1. | «New Divide» | 4:31       |

## Джерело
- https://web.archive.org/web/20090528222915/http://linkinpark.com/NewDivide